# Les Choses
Les Choses (sous-titré Une histoire des années soixante) est un roman de Georges Perec publié en 1965. Premier roman publié par son auteur, il reçoit prix Renaudot la même année.

## Résumé
Au début des années 1960, Jérôme et Sylvie gagnent leur vie en faisant des enquêtes d’opinion. Mais leur vie étriquée ne les satisfait pas. Pris dans le tourbillon des objets, meubles, vêtements, bijoux, ils n’ont qu’un rêve : avoir assez d’argent pour se les offrir. Non pas devenir riches, mais être riches, et garder ainsi ce qu’ils croient être leur liberté. Cette obsession devient leur vie et la résume. Ils tentent de la fuir en se faisant enseignants en Tunisie, mais n’y trouvent que le vide. À leur retour, ils acceptent de n’obtenir que des miettes, en se faisant salariés.

## Analyse

### Aspects littéraires

#### Le roman
Les personnages n'ont volontairement aucune épaisseur : « Dans ce roman privé de toute séduction romanesque, presque sans moteur narratif, les personnages sont comme évidés de l’intérieur, plus semblables à des pions sur un échiquier narratif de peu de cases qu’à des personnes. Ils n’ont ni intériorité ni corps. En ce couple gémellaire, Jérôme ne se distingue guère de Sylvie. Il n’y a pas non plus de dialogues. »
L'intrigue est inexistante, le décrit remplace le vécu, le constat se substitue au romanesque.
Il n'y a pas de morale : « Si Les Choses montre des individus englués dans le désir, incapables de se constituer un ethos ferme dans une société de consommation qui promet plus qu’elle ne donne jamais et les maintient en attente, jamais le narrateur n’indique quelle voie eût été préférable. » Perec confirme : « L’ambiguïté devient fondamentale et finit par faire partie du livre, au point qu’on ne peut pas en dégager une morale », en ajoutant même que le livre « n’a pas de signification en soi. C'est un roman qui veut dire plusieurs choses, ces choses seront différentes suivant ce qu’apporte le lecteur ».

#### Influences
Perec revendique plusieurs influences dans l'écriture de son livre. Tout d'abord la principale, celle de Flaubert : il s'agit pour lui d'un « vouloir être Flaubert ». Les emprunts sont de trois sortes : le rythme ternaire ; certains épisodes de L'Éducation sentimentale comme le voyage en bateau, la vente aux enchères ou l'annonce de l'héritage ; des phrases entières simplement transcrites.
Flaubert, mais aussi Barthes, Nizan avec La Conspiration, Robert Antelme avec L'Espèce humaine. « Quand j’étais en train d’écrire Les Choses, que j’ai recommencé plusieurs fois, il y a vraiment eu une relation nécessaire entre Flaubert, Barthes, Nizan et Antelme. Au centre de ce groupement, il y avait ce livre qui s’appelle Les Choses, qui n’existait pas encore, mais qui s’est mis à exister à partir du moment où il a été décrit par les quatre autres. » 
De Nizan, il retient l'esprit critique vis-à-vis des personnages, et d'Antelme la dialectique entre les souvenirs et la réflexion, le détail et sa généralisation, la distanciation.
Quant à Barthes, dont il suivait un séminaire sur la publicité pendant l'écriture des Choses, il en a retenu une certaine manière de regarder : « C’est de lui que me vient cette façon de regarder les choses un peu de biais, de manière oblique ; de faire en sorte que l’œil ne regarde pas au centre mais sur le côté : pour voir le monde apparaître de manière un peu détournée. C’est alors qu’il apparaît avec un grand relief. » 

#### Style
Le ton est férocement ou narquoisement flaubertien. Il « est lisse : une neutralité bienveillante, sans rhétorique de l’indignation ou de la dénonciation. La justesse du ton vient de la justesse de la distance. La moquerie évite le sarcasme et préfère l’élucidation, le démontage des mécanismes ».
Perec qualifie son style de « glacial, dont la froideur lui était nécessaire ». Car « tout Flaubert est fait de cette tension entre un lyrisme presque épileptique et une discipline rigoureuse. C’est cette froideur passionnée que j’ai voulu adopter, sans toujours y réussir d’ailleurs ». Il revendique la distanciation, qui laisse une certaine liberté au lecteur ; ainsi que l'ironie, « c’est-à-dire le fait qu’un personnage peut faire une action ou éprouver un sentiment dans un livre alors que l’auteur n’est pas du tout d’accord avec ce personnage et montre comment ce personnage est en train de se tromper ».

#### La citation finale
Les Choses se conclut par une citation de Karl Marx, qui a donné lieu à commentaires. Selon Jean-Luc Joly, elle « pourrait s’interpréter dans les termes suivants : l’écriture parvient à la vérité autant par le signifiant que par le signifié, la stylistique des Choses exprimant tout autant que le contenu du texte la critique idéologique sous-entendue ». Pour Claude Burgelin, « cette citation de Marx qui clôt le livre indique la méthode (et l’ambition) de Perec. “La recherche de la vérité” implique cette mise en jeu personnelle constamment distanciée par la réflexion critique. Mais, pour être la voie d’une recherche, elle n’a pas à être davantage explicitée ». Perec, lui, constate qu'il y a longtemps qu'il traîne cette citation derrière lui et précise qu'« on en fait ce que l'on veut ».

### Aspects historiques et politiques
La guerre d'Algérie forme l'arrière-plan historique du roman. Les seules dates citées sont 1961 et 1962, « du putsch d'Alger aux morts de Charonne ». Mais elle glisse sur Jérôme et Sylvie, qui n'en sont que des spectateurs déconnectés.
Le sous-titre du livre est Une histoire des années soixante. Mais il ne faut pas le prendre au pied de la lettre : « Ça ne veut pas dire que c’est l’histoire des années soixante. Ça veut dire que c’est une histoire qui n’a de sens, pour moi, que pendant les années soixante, que dans cette période précise où commence cette incitation à la consommation, à cette société de consommation. » 

### Aspects sociologiques
Les années 1960 marquent le début en France de la société de consommation. Jérôme et Sylvie en découvrent les attraits, qui leur font ressentir l'infini de leurs besoins. La société dans laquelle ils vivent est une société où ils n’étouffent sous l’amoncellement des détails que pour mieux être soumis à son uniformisation englobante. La relation aux choses devient le substitut d’une intériorité sans substance. L’histoire de ces années apparaît alors comme celle d’une surchauffe des rouages de l’aliénation.
Les objets et les rêves associés sont longuement décrits, mais l'essentiel est ailleurs, dans l'observation de la manière dont un couple de jeunes gens se positionne intellectuellement et émotionnellement face à eux, et dans la manière dont ils sont fascinés, non pas par les marchandises en elles-mêmes mais par l’image de soi que leur possession implique. À leurs rêves de synthèse, de totalité, la société répond en leur proposant le grand puzzle émietté des objets à vendre. Ils ne peuvent qu’errer répétitivement dans les ouvroirs de consommation potentielle, et mener une vie sans mode d'emploi.
Mais le discours n'est pas univoque. Le récit est aussi un hymne à cette beauté multiforme des objets qui circulent à profusion dans nos villes et nos vies. L’usage social des objets est décevant, non ces objets. Pour Perec, « il y a une espèce de “bonheur de la modernité”, même dans l’impossibilité ou la déception ». Comme Flaubert, il ne veut pas conclure, mais simplement décrire : « Mon livre est parti d’une colère, puis la colère a cédé la place à la réflexion. Mon roman est une tentative de description critique. » 

### Aspects autobiographiques
Si toutes les œuvres de Perec comportent un aspect autobiographique, celui-ci est ambivalent dans Les Choses. « Les éléments étaient autobiographiques, sans que l’ensemble du livre le fût. » Plus tard, Perec récuse presque ce terme : « J’avais fait un livre qui serait la description du monde qui m’entourait et de… un peu ma situation… Mais pas ma situation personnelle en tant qu’individu, en tant, disons, qu’autobiographie. Pas ma situation de, bon, de… fils d’émigrés juifs… ayant passé la guerre dans de telles conditions, venu m’installer à Paris, etc. Pas ma situation en tant que jeune homme voulant devenir écrivain. Mais ma situation en tant que figure abstraite de jeune homme marié… faisant partie d’un jeune couple, ayant une vingtaine d’années, ou ayant vingt-cinq ans, dans la France de 1962. »
Comme le fait remarquer Sylvie Thorel, Perec décrit tout ce qui l’entoure comme étonnamment lointain, réalise le descellement, le geste de mise à distance qui définit à ses yeux l’entreprise littéraire.

## Réception
Premier roman publié de Georges Perec, antérieur de deux ans à son entrée à l'Oulipo, Les Choses paraît en 1965 chez Julliard dans la prestigieuse collection Lettres Nouvelles dirigée par Maurice Nadeau. Bénéficiant d'un succès public, puis du prix Renaudot, il est vendu à 100 000 exemplaires la première année, et sera l'objet de nombreuses rééditions.

« Les Choses a été tiré à mille exemplaires, tellement l’éditeur avait peur. Mais j’ai eu un prix. Depuis c’est passé en Poche. C’est un livre de classe, maintenant, Les Choses ! Pour faire chier les gosses ! »Entretien avec Gabriel Simony, juin 1981, Entretiens et conférences, Éditions Joseph K., 2003, volume II, p. 225.

Les critiques sont globalement favorables, à l'exception notoire de la revue Temps Modernes. Annie Leclerc y qualifie le roman d'« arrière-fond de carton-pâte, témoignage d’une mauvaise conscience qui se bat contre elle-même, non pour se détruire, mais pour se justifier. » Henri Peretz s'interroge : « Pourquoi ce discours sur les choses ? La dénonciation n’est-elle pas aussi stérile que ce qu’elle dénonce ? Perec fait la démonstration de l’impossibilité d’un roman sur les choses. Il pouvait écrire une éducation sentimentale, il a écrit une éducation du consommateur. Moins que l’échec, c’est l’absence de toute tentative que nous décrit Perec. »

## Dans la culture populaire
Un extrait du chapitre 2 a été proposé en commentaire lors du baccalauréat général de Français en 2021.

## Éditions
- Les Choses, Paris, éditions Julliard, coll. « Lettres nouvelles », 1965

### Ouvrages
- Pierre Brunel, Les Choses, collection Profil d'une œuvre, Hatier, 2003.
- Dominique Duquesne, Les Choses, parcours de lecture, Ed. Bertrand Lacoste, 2001.
- Martine Schneider, Les Choses, Espèces d'espaces. résumé analytique, commentaire critique, documents complémentaires, Éditions Nathan, collection Balises. 1991.

### Revue
- Georges Perec, Les Choses et Un homme qui dort, numéro spécial de Roman 20-50, 2011/1 (no 51). Lire en ligne.

### Articles critiques
- Dominique Bertelli, Le frayage de l'inter-dit dans Les Choses, Cahiers Georges Perec, no 8, Colloque de Montréal, Le Castor Astral, novembre 2004.
- Nicole Bilous, Les choses dans Les Choses, Le Cabinet d'amateur, no 1. Printemps 1993. ISSN 1165-6557.
- Claude Burgelin, Retrouver Les Choses, Acta Fabula, 2013, vol. 14, no 8 . Lire en ligne.
- Florence de Chalonge, Le romanesque des Choses, Cahier de L’Herne, no 116, 2016.
- Yvonne Goga, La mode dans Les Choses de Georges Perec, in De Perec etc., derechef. Textes, lettres, règles et sens, Éditions Joseph K., 2005.
- Jean-Luc Joly, Une leçon des Choses : approche de la poétique perecquienne de la totalité, in De Perec etc., derechef. Textes, lettres, règles et sens, Éditions Joseph K., 2005.
- Annie Leclerc, Les Choses : un combat malheureux[26], Cahier de L’Herne, no 116, 2016.
- Jacques Leenhardt, Les Choses, modes d'emploi, postface (16 pages) pour la réédition en 10/18 no 1426, Paris, 1981  (ISBN 2-264-00354-5).
- Henri Peretz, Les Choses (suite)[26], Cahier de L’Herne, no 116, 2016.
- Tiphaine Samoyault, Les mots et les choses de Georges Perec : une aventure des années soixante, Cahiers Georges Perec, no 8, Colloque de Montréal, Le Castor Astral, novembre 2004.

## Postérité
Alain Rémond imagine une suite aux Choses dans le roman Les Images (Seuil, 1997  (ISBN 978-2-02-066395-3)).
Les perfections (Scribes, 2023  (ISBN 978-2-07-301744-4)) de Vincenzo Latronico est présenté par Élise Lépine dans Le Point comme étant inspiré par Les Choses.